# Slaterman
Slaterman – platformowa gra komputerowa stworzona przez Inflexion Development, a wydana przez TimSoft w 1994 roku na komputery Commodore 64.

## Rozgrywka
W Slaterman gracz steruje postacią przypominającą z wyglądu robota, ciemnoszarego kosmonautę lub głównego bohatera filmu RoboCop. Gra to platformówka składająca się z 40 poziomów w poziomym układzie side-scrolling. Na każdym z nich należy zebrać z góry określoną liczbę gwiazdek oraz dotrzeć do jego końca przed upływem założonego limitu czasowego. Gracz może stracić życie poprzez kontakt z wodą lub przeciwnikami, takimi jak ptaki czy myszy. Bohater dysponuje bronią laserową, która jest pomocna przy eliminowaniu antagonistów.
Poziom trudności rozgrywki został określony jako średni. W grze zaimplementowano system kodów, który umożliwia rozpoczęcie gry od jednego z wyższych poziomów.

## Odbiór gry
Gra została dobrze przyjęta przez ówczesnych recenzentów gier komputerowych. Rafał Piasek z czasopisma „Top Secret” pochwalił dobrą grafikę i muzykę. Zauważył, że gra jest podobna do innego wydawnictwa TimSoftu, również z 1994 roku – gry komputerowej Drip. Slaterman został też nazwany ówcześnie „najlepszą polską platformówką”. Przyznana ocena ogólna wyniosła 8 na 10 możliwych punktów.
Redaktor „Secret Service” Adam Wieczorek również porównał grę do Drip uznając, że pomimo podobieństw w oprawie graficznej, Slaterman jest trudniejszy i bardziej skomplikowany. Gra otrzymała oceny 90% za grafikę i oprawę dźwiękową oraz 85% w kategorii miodność.
Recenzent „Commodore & Amiga” uznał, że grafika zastosowana w grze nie jest zbyt zaawansowana, ale ma swój specyficzny styl. Na uwagę zasługuje natomiast muzyka, która została określona jako doskonała. W podsumowaniu napisano, iż gra jest świetna i godna polecenia miłośnikom gier platformowych. Ocena ogólna to 75/100.
Były również głosy bardziej sceptyczne. Jörn-Erik Burkert z niemieckiego miesięcznika „64’er” zwrócił uwagę na dużą monotonię gry, duże podobieństwo kolejnych poziomów i brak różnorodności. Uznał również detekcję kolizji za bardzo frustrującą. Przyznana ocena ogólna w tym wypadku wyniosła 6/10.